# Doramangalam
Doramangalam es una ciudad censal situada en el distrito de Salem en el estado de Tamil Nadu (India). Su población es de 5322 habitantes (2011). Se encuentra a 30 km de Salem y a 52 km de Erode.

## Demografía
Según el censo de 2011 la población de Doramangalam era de 5322 habitantes, de los cuales 2810 eran hombres y 2512 eran mujeres. Doramangalam tiene una tasa media de alfabetización del 64,56%, inferior a la media estatal del 80,09%: la alfabetización masculina es del 75,54%, y la alfabetización femenina del 52,36%.